# Coleophora virgatella
Coleophora virgatella là một loài bướm đêm thuộc họ Coleophoridae. Nó được tìm thấy ở Đức và Ba Lan to Pyrenees, Ý và Hy Lạp. Nó cũng được tìm thấy ở miền nam Nga.
Ấu trùng ăn Salvia glutinosa, Salvia pratensis and Stachys. Ấu trùng có thể tìm thấy from autumn đến tháng 5 of the following year.

## Hình ảnh

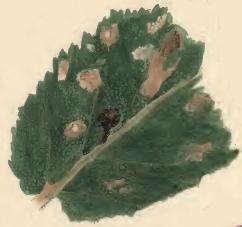
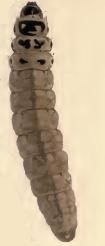
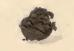